# Funplex
Funplex es el séptimo, y hasta ahora, último álbum de estudio del grupo The B-52's publicado el 26 de marzo de 2008. Se trata de su primer disco con nuevo material desde Good Stuff (publicado en 1992) si bien la banda grabó dos nuevas canciones para el disco recopilatorio Time Capsule: Songs for a Future Generation de 1998.

## Producción

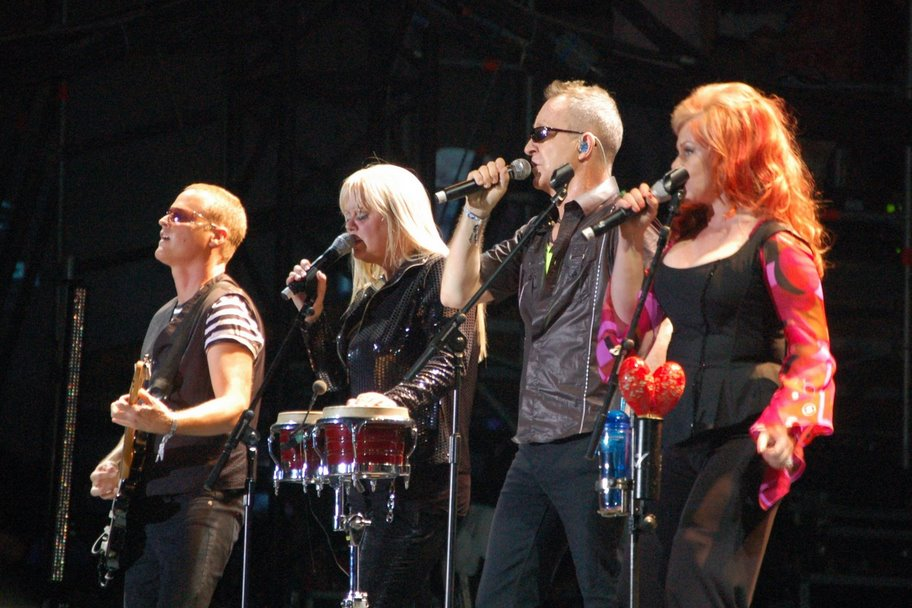
The B-52's en escena. De izquierda a derecha Keith Strickland, Cindy Wilson, Fred Schneider y Kate Pierson.

El guitarrista y director musical de la banda, Keith Strickland, pensó en la participación del productor Steve Osborne tras escuchar su trabajo con la banda New Order para su disco de 2001 Get Ready con la intención de encauzar el sonido de la banda para el siglo XXI.

"Sí, los B-52 están de vuelta. Es una sensación rara cuando una gran banda no ha publicado un álbum en bastante tiempo. Es aún mejor cuando ese álbum ve la luz y es mejor de lo esperado. Funplex se demuestra como un excelente ejemplo y el cuarteto de Georgia lo merece. Bienvenidos de nuevo, traficantes de fiestas."
Jay Ziegler, sobre Funplex en Consequence of Sound (2008) 

El álbum, editado a través del sello Astralwerks, contiene 11 temas grabados entre 2006 y 2007. Su característica más destacada es la tendencia, notable en todo el repertorio, a un sonido más electrónico.

"Funplex, ultrafino, repleto de sintetizadores y cajas de ritmos, es el resultado. Si bien no compensa los 16 años desde su último larga duración, es un buen argumento para pensar que deberían abandonar el circuito revival y deberían regresar al estudio más a menudo."
David Jeffries, sobre Funplex en AllMusic (2008) 

En palabras de Strickland Funplex es "un disco de rock & roll fuerte y sexy para tus zonas de placer".

"No tiene mucho sentido argumentar en contra de la abrumadora evidencia de que The B-52s son grupo de un solo estilo, pero en su defensa nunca han aspirado a ser un David Bowie o un Bob Dylan, y hacen lo que hacen muy bien. En palabras de su guitarrista Keith Strickland Funplex es "rock and roll fuerte y sexy para tus zonas de placer" y después de casi dos décadas de inactividad, él y sus compañeros de banda deberían ser aplaudidos por probar que todavía pueden entregar un álbum que es muy divertido".
Chris White, sobre Funplex en BBC (2008) 

## Listado de canciones
1. Pump
2. Hot Corner
3. Ultraviolet
4. Juliet of the Spirits
5. Funplex
6. Eyes Wide Open
7. Love in the Year 3000
8. Deviant Ingredient
9. Too Much to Think About
10. Dancing Now
11. Keep This Party Going

## Músicos
Banda
- Fred Schneider – voces y cencerro (en la canción 6)
- Kate Pierson – voces
- Cindy Wilson – voces
- Keith Strickland – guitarras, teclados, programación y bajo (en las canciones 1, 2 y 11)

Músicos adicionales
- Tracy Wormworth – bajo (en las canciones 1, 3, 8 y 11)
- Sterling Campbell – percusión (en las canciones 2, 6, 7, 10 y 11)
- Zachary Alford – percusión (en las canciones 1, 3, 5, 8 y 9)
- Steve Osbourne – órgano (en las canciones 1 y 3), bajo y timbales (en la canción 9)
- Pete Davis – teclados, programación de sintetizadores (en las canciones 2, 4, 6, 7, 8, 10 y 11) drum programming (en las canciones 4 y 7)
- Dave McCracken – programaciones (en las canciones 5 y 9)
- Damian Taylor – programación de efectos (en las canciones 1, 3, 5, 8 y 9)
- Sharon Adl-Doost – introducción vocal (en la canción 1)

Producción
- Productor: Steve Osborne
- Ingenieros: Dan Austin, Rick Morris, Pete Davis, Keith Strickland y Kris Sampson
- Mezcla: Steve Osborne
- Masterización: Bob Ludwig

Diseño
- Dirección artística y diseño: Jeri Heiden y John Heiden
- Fotografía: Joseph Cultice
- Peluquería: Gerard Kelly
- Maquillaje: Kristofer Buckle
- Estilismo: Robert Molnar